# Przemoc rówieśnicza

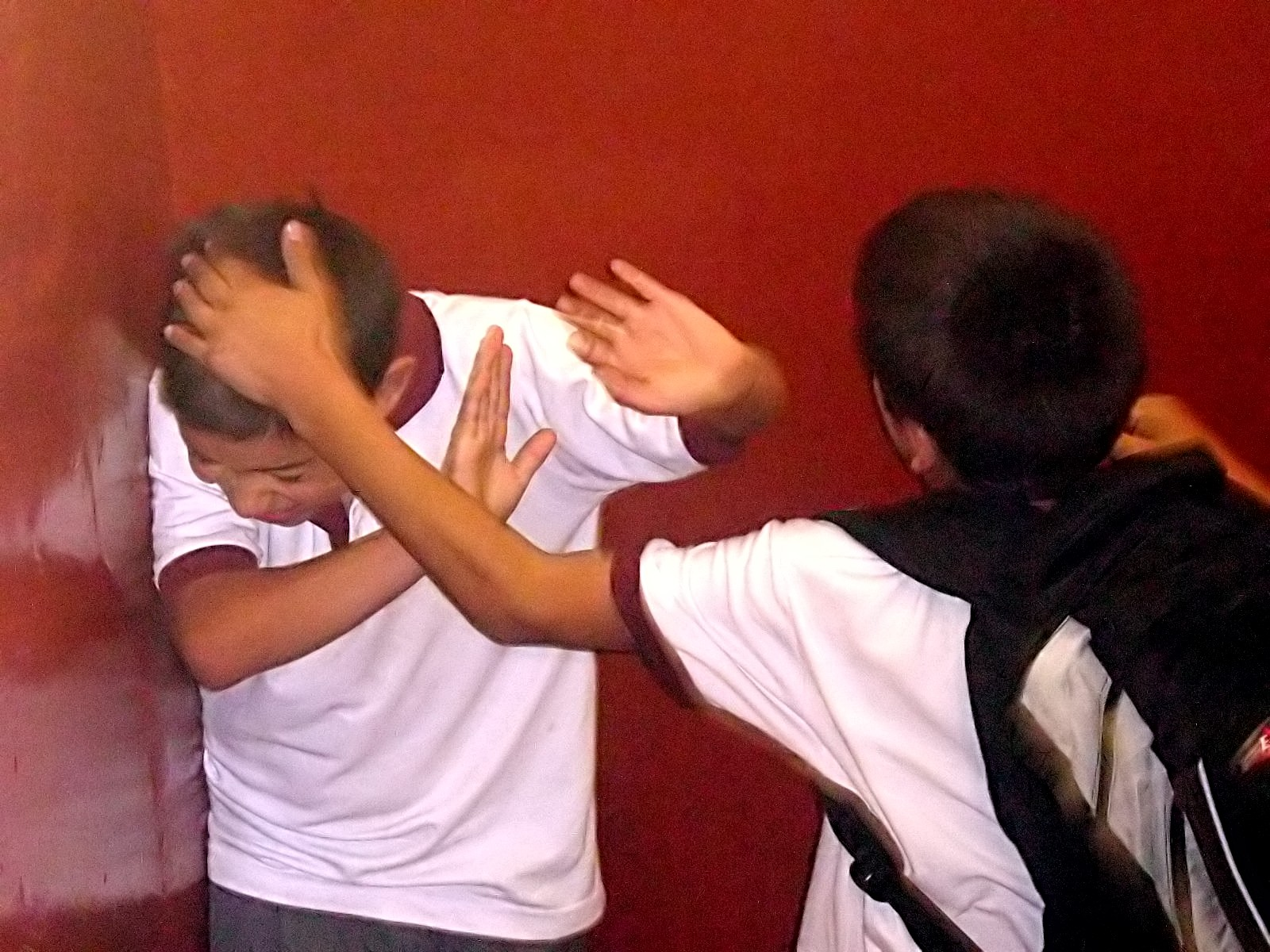
Prześladowanie w szkole może mieć charakter fizyczny

Przemoc rówieśnicza – przemoc doświadczana ze strony rówieśników w okresie szkolnym.
Pionierem badań nad przemocą rówieśniczą jest szwedzki psycholog – Dan Olweus (ur. 1931), który w latach 70. XX wieku poświęcił się badaniom konfliktów rówieśniczych prowadzących do zaistnienia różnych form dręczenia, mobbingu, czy też znęcania się (bullying). Definicja Olweusa zakłada powtarzanie się aktów przemocy fizycznej lub psychicznej, a także sytuacji, w której ofiara nie ma możliwości obrony (wyłączył z definicji sytuacje zabawowe). Nierównowaga sił jest w tym przypadku również bardzo ważna – sprawca ma z reguły silniejszą pozycję. Zakłada się też intencjonalność zachowania sprawcy. Przemoc rówieśnicza może mieć (według kwestionariusza Olweusa) dziesięć form: przezywanie, wykluczanie z grup, bicie i kopniaki, rozpowszechnianie oszczerczych informacji, niszczenie lub zabór własności, w tym środków pieniężnych, zmuszanie do wykonywania określonych czynności, złośliwe komentarze (zwykle na temat wyglądu), komentarze i gesty seksualne, rozsyłanie krzywdzących materiałów (głównie przez internet i telefony komórkowe), a także inne, niespecyficzne formy przemocowe. Przez wiele lat definicja Olweusa była podstawą diagnozowania przemocy rówieśniczej. Doświadczenie przemocy rówieśniczej zamiast budować odporność (resilience) zwiększa podatność na podobne doświadczenia w przyszłości, w innych środowiskach społecznych (szkole, czy pracy).
Późniejsze badania naukowców z Crimes against Children Research Center z New Hampshire (USA) zawężały definicję w stosunku do propozycji Olweusa, wskazując na trudności w definicji niektórych pojęć, np. nierównowagi sił, czy też negując występowanie tego rodzaju przemocy wyłącznie w środowiskach szkolnych.
Ogólnopolska diagnoza problemu przemocy wobec dzieci (2013) wykazała, że przemoc rówieśnicza stanowi najczęściej doświadczaną przez dzieci i młodzież formę wiktymizacji (59% nastolatków doświadczyło różnych jej form, z czego 41% stanowiła przemoc fizyczna, a 28% psychiczna). Ogólnopolska diagnoza skali i uwarunkowania krzywdzenia dzieci z 2018 wykazała, że 57% badanych dzieci doświadczyło przemocy rówieśniczej (36% w poprzedzającym roku). Z tego 42% doświadczyło przemocy fizycznej (w ostatnim roku 23%), 29% (14%) psychicznej, 18% (8%) napaści zbiorowej, 14% (7%) znęcania się, 6% (2%) przemocy na randce oraz 4% (2%) wykorzystania seksualnego przez rówieśnika poprzez dotykanie części intymnych.